# Craterolophus convolvulus
Craterolophus convolvulus is een neteldier uit de klasse Staurozoa. 
De kwal komt uit het geslacht Craterolophus en behoort tot de familie Craterolophidae. Craterolophus convolvulus werd in 1835 voor het eerst wetenschappelijk beschreven door Johnston.